# تروتنئو، استان وارمیان مازوریان
تروتنئو، استان وارمیان مازوریان (به لاتین: Trutnowo, Warmian-Masurian Voivodeship) یک منطقهٔ مسکونی در لهستان است که در Gmina Bartoszyce واقع شده‌است.